# 물의 기원

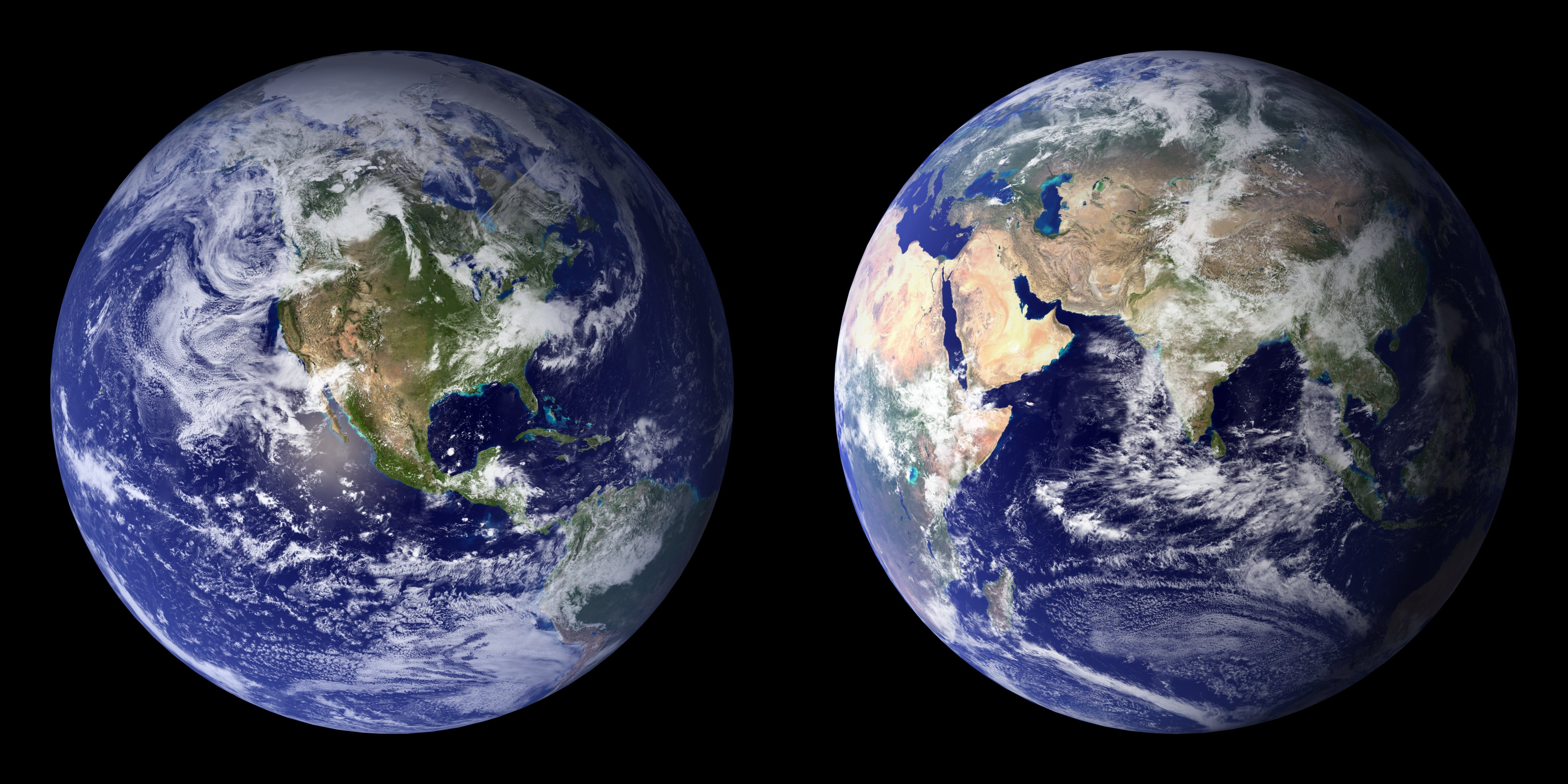
물은 지구 표면 중 약 71%를 차지한다.

물의 기원은 행성과학, 천문학, 우주생물학 분야에서 중요한 연구 주제이다. 지구는 표면에 액체로서의 물로 된 대양이 있는 유일한 행성으로서 이는 태양계의 지구형 행성 가운데 유일하다. 액체로서의 물은 생명에 필수적이며 지구 표면 위에 계속 존재하는데 그 이유는 행성이 태양과 충분히 떨어져 있어서 온실 효과로 인해 물을 소실하지 않고 낮은 온도로 인한 모든 물의 냉각이 일어나지 않기 때문이다.

## 지구의 물의 역사
언제 지구에 물이 등장했는지를 추정할 수 있는 한 요소로는, 물이 지속하여 우주로 소실되고 있는 점을 들 수 있다. 대기 중의 H2O 분자는 광분해로 분리되며 그 결과로 나오는 자유 수소 원자들은 지구의 중력을 이탈할 수 있다. (대기 탈출 참고) 지구가 더 젊고 질량이 더 적었다면 물은 우주로 더 쉽게 소실될 수 있다.

## 참고 자료
- Jörn Müller, Harald Lesch (2003): Woher kommt das Wasser der Erde? - Urgaswolke oder Meteoriten. Chemie in unserer Zeit 37(4), pg. 242 – 246, ISSN 0009-2851